# Минало свършено деятелно причастие
Минало свършено деятелно причастие е причастие в българския език, което се образува от съответната форма на глагола за минало свършено време. То е преход между глагол и прилагателно име: може да се употребява като сказуемо (Заспал неусетно.) или като определение (Не буди заспалото дете.).

## Образуване
Миналото свършено деятелно причастие се образува от формата на глагола за 1 л. ед.ч. мин.св.вр. чрез замяна на окончанието -х с -л. Това е формата за мъжки род. Формите за женски и среден род и формата за множествено число се получават от формата за мъжки род чрез добавяне на окончанията -а, -о и -и съответно. В множествено число не се различават родове.
| Минало свършено време | Основа на глагола в мин.св.вр. | Минало свършено деятелно причастие | Минало свършено деятелно причастие | Минало свършено деятелно причастие | Минало свършено деятелно причастие |
| Минало свършено време | Основа на глагола в мин.св.вр. | Мъжки род                          | Женски род                         | Среден род                         | Множествено число                  |
| --------------------- | ------------------------------ | ---------------------------------- | ---------------------------------- | ---------------------------------- | ---------------------------------- |
| видях                 | видя-                          | видял                              | видяла                             | видяло                             | видели*                            |
| лъгах                 | лъга-                          | лъгал                              | лъгала                             | лъгало                             | лъгали                             |
| мислих                | мисли-                         | мислил                             | мислила                            | мислило                            | мислили                            |
| летях                 | летя-**                        | летял                              | летяла                             | летяло                             | летели*                            |
| казвах                | казва-**                       | казвал                             | казвала                            | казвало                            | казвали                            |

*Във формите за множествено число на глаголи от I и II спрежение, в чиято основа ударението е върху последната сричка, има условия за преглас, така че променливото я преминава в е.
**Основите на някои глаголи от II спрежение и на всички глаголи от III спрежение съвпадат в мин.св.вр. и мин.несв.вр., затова съвпадат и миналите им свършени и несвършени деятелни причастия.
При една малка група глаголи от първо спрежение, завършващи на -ох в 1 л. ед.ч. мин.св.вр., настъпват някои фонетични промени: звукът о пред окончанието изпада, а другите промени зависят от съгласната пред о, която може да бъде само д, т, з, с, к:
- Ако съгласната е д или т, тя също изпада:
четох – чел;
метох – мел;
дадох – дал;
ядох – ял.
- Ако съгласната е з, с или к, тя не изпада, а между нея и окончанието л се вмъква непостоянно ъ:
пекох – пекъл, пеклия(т), пекла(та), пекло(то), пекли(те);
рекох – рекъл, реклия(т), рекла(та), рекло(то), рекли(те);
донесох – донесъл, донеслия(т), донесла(та), донесло(то), донесли(те);
влязох – влязъл, влезлия(т), влязла(та), влязло(то), влезли(те).

Последният пример показва, че променливото я в корена се прегласява по ятовото правило.
Причастните форми с основна гласна я се пишат и изговарят с е в множествено число на глаголите от I и II спрежение, когато пред основната гласна я стои съгласна (в този случай основната гласна я винаги е ударена):
 I спрежение: побеля̀л, побеля̀ла, побеля̀ло, побелѐли;
 II спрежение: вървя̀л, вървя̀ла, вървя̀ло, вървѐли.
Същото важи за членуваните форми в мн.ч. и в м.р. ед.ч.:
 I спрежение: побелѐлия(т), побелѐлите;
 II спрежение: вървѐлия(т), вървѐлите.
Основната гласна я на глаголите от I и II спрежение се запазва в мн.ч. и при членуване, когато пред нея стои гласна, независимо от ударението:
 I спрежение: изва̀яли(те), изва̀ялия(т);
 II спрежение: стоя̀ли(те), стоя̀лия(т);
 II спрежение: боя̀ли(те) се, боя̀лия(т) се.

Не се променя също основната гласна (а или я) на глаголите от III спрежение:
 отварял, отварялия(т), отваряла(та), отваряло(то), отваряли(те).
Гласната я в миналото свършено деятелно причастие ял не е основна гласна, а е част от корена яд, от който е изпаднал звукът д. Това я е постоянно, а не променливо:
 я̀л, я̀ла, я̀ло, я̀ли.
Същото важи за производни глаголи:
 изя̀л, изя̀ла, изя̀ло, изя̀ли.
Свършеното и несвършеното минало деятелно причастие се различават не по вид, а по време: първото се образува от формата на глагола за минало свършено време, а второто – от формата на глагола за минало несвършено време. Всяко от двете причастия може да бъде както от свършен, така и от несвършен вид в зависимост от вида на глагола, от който е образувано.
Пример:
- Глаголът кажа е от свършен вид, затова са от свършен вид двете му минали деятелни причастия:
казал (минало свършено деятелно причастие);
кажел (минало несвършено деятелно причастие).
- Глаголът казвам е от несвършен вид, затова са от несвършен вид двете му минали деятелни причастия, които в този случай съвпадат:
казвал е и минало свършено, и минало несвършено деятелно причастие.

## Съвпадеж с несвършеното причастие
Окончанията на глаголите в минало свършено и минало несвършено време съвпадат във всички числа и лица без 2 и 3 л. ед.ч. Това не означава непременно, че съвпадат и съответните глаголни форми, защото може да има разлика в основната гласна, например мѝслих е в минало свършено време, а пък мѝслех е в минало несвършено време. Същото се отнася и за миналите деятелни причастия: мѝслил е свършеното, а мѝслел е несвършеното минало деятелно причастие.
Обаче при глаголите от III спрежение и при някои други глаголи съвпадат всички форми за минало свършено и минало несвършено време с изключение на 2 и 3 л. ед.ч. Например отва̀рях, разбѝрахме, съвѐтвахте и търпя̀ха са форми едновременно за минало свършено и минало несвършено време. Същото важи и за причастията (във всички родове и числа): търпя̀л, разбѝрала, отва̀ряло и съвѐтвали са едновременно свършени и несвършени минали деятелни причастия. В тези случаи разликата може да се разбере само от контекста.

## Ударение
Ударението на миналото свършено деятелно причастие поначало остава на същото място, където е в глаголната форма за минало свършено време:
ка̀звах – ка̀звал.
До 2002 г. книжовноезиковата норма е допускала преместване на ударението назад при някои (не всички) глаголи, като това е било допустимо за всички лица и числа на глагола в минало свършено време и за всички родове и числа на съответното минало свършено деятелно причастие:
казва̀х – казва̀л.
Точната формулировка на правилата за това преместване на ударението е налична в статията за минало свършено време.

## Употреба
Миналото свършено деятелно причастие е преход между глагол и прилагателно име. Като глаголна форма то изразява категориите време (минало свършено) и залог (деятелен); освен това то има вид (свършен или несвършен). Като прилагателно име миналото свършено деятелно причастие се мени по род и число, а също така се членува:
писал, писала, писало, писали;
писалия(т), писалата, писалото, писалите.
Затова миналото свършено деятелно причастие може да се използва в изречението като определение или като сказуемо (със или без спомагателен глагол):
- като определение: победилият отбор, сполучил опит;
- като сказуемо: Ловецът видял вълка.

Миналото свършено деятелно причастие има много широка употреба в българския език:
- във всички резултативни времена (в изявително наклонение):
  - минало неопределено: казал е;
  - минало предварително: беше казал;
  - бъдеще предварително: ще е казал;
  - бъдеще предварително в миналото: щеше да е казал;
- в сложните форми на условното наклонение: бих казал;
- в преизказно минало свършено време – самостоятелно употребено:
той казал;
- в преизказните резултативни времена – със спомагателен глагол:
бил казал, щял да е казал;
- в предположителните форми на минало свършено и минало неопределено време:
казал е (вероятно), може да е казал, трябва да е казал, ще (да) е казал.

Само в преизказните и предположителните форми на сегашно и минало несвършено време се използва минало несвършено деятелно причастие.
Пример с преизказна форма:
- Минало свършено време:
Детето спа цяла нощ. – изявително наклонение.
Детето спало цяла нощ. – преизказно наклонение.
Думата спало е миналото свършено деятелно причастие на глагола спя.
- Минало несвършено време:
Когато майката отвори вратата, детето спеше. – изявително наклонение.
Когато майката отворила вратата, детето спяло. – преизказно наклонение.
Думата спяло е миналото несвършено деятелно причастие на глагола спя.

Пример с предположителна форма:
- Мин.св.вр.: Не му се спи през нощта, защото вероятно е спал през деня.
- Мин.несв.вр.: Може би е спял, когато го потърсихме по телефона.

За разлика от миналото свършено деятелно причастие, несвършеното никога не се употребява атрибутивно (като определение), поради което не може да се членува. Например не може да се каже пиелите, учелите (несв.), а само пилите, училите (св.):
Училите стихотворението да се опитат да го кажат наизуст.
По същата причина отрицателната частица не и миналото несвършено деятелно причастие винаги се пишат разделно:
Никой не знаел за това.
Отрицателната частица не се пише слято с миналото свършено деятелно причастие, когато то се използва като определение; разделно – когато то се използва като сказуемо:
- Всички неполучили покана да вдигнат ръка. – определение.
- Всички не получили покана, защото били наказани. – сказуемо.

Докато миналите свършени деятелни причастия съществуват в българския език много отдавна, то миналите несвършени деятелни причастия са сравнително нови езикови образувания, създадени специално за преизказване на минало несвършено (и сегашно) време. Те се използват само за тази цел и за образуване на предположителни форми на минало несвършено време. Навсякъде другаде се използват само миналите свършени деятелни причастия – в сложните форми на условното наклонение и в изявителните форми на резултативните времена.
Примери:
Единствено правилни са формите бих ходил, бих мислил, бих чел.
Формите бих ходел, бих мислел, бих четял са грешни, безсмислени.
Аналогично, единствено правилни са формите беше спал и щеше да е спал,
а формите беше спял и щеше да е спял са погрешни.
Изключение се прави само при глаголи, които по семантични причини нямат минало свършено време, следователно нямат и минало свършено деятелно причастие; в тези случаи вместо него се използва минало несвършено деятелно причастие. Например глаголът зная има само форми за мин.несв. време:
знаех, знаеше, знаеше, знаехме, знаехте, знаеха.

Миналото несвършено деятелно причастие на този глагол е знаел.

Поради смисъла си глаголът зная практически не се употребява в минало свършено време:

знаях, зная, зная, знаяхме, знаяхте, знаяха.

Затова и миналото свършено деятелно причастие знаял не се използва. Вместо него се използва несвършеното знаел, например казва се бих знаел.